# Småkongerige
Et småkongerige er en uafhængig territorial enhed, som kun kontrollerer dele af en etnisk gruppe eller nations territorium. De var udbredte før dannelsen af moderne stater. Flere moderne stater er et resultat af en samling af disse småkongeriger – en rigssamling. Et eksempel på dette er Norge som blev samlet af Harald Hårfager i ca. 872. De mange dele af Det tysk-romerske rige regnes ikke som småkongeriger, da de i nogen grad var underlagt Den tysk-romerske kejser og dermed ikke var fuldstændigt uafhængige.
Småkongerige er en betegnelse, der anvendes retrospektivt af historikere, og blev ikke brugt af staterne selv. I nogle tilfælde blev lederne af disse stater slet ikke betegnet som konger.
| Historie | Spire Denne historieartikel er en spire som bør udbygges. Du er velkommen til at hjælpe Wikipedia ved at udvide den. |